# شاخص توسعه انسانی
|  | ≥ 0.950     |  | 0.600–0.649    |
|  | 0.900–0.950 |  | 0.550–0.599    |
|  | 0.850–0.899 |  | 0.500–0.549    |
|  | 0.800–0.849 |  | 0.450–0.499    |
|  | 0.750–0.799 |  | 0.400–0.449    |
|  | 0.700–0.749 |  | ≤ 0.399        |
|  | 0.650–0.699 |  | داده‌ها ناموجود |

شاخص توسعه انسانی (HDI)، یک شاخص آماری ترکیبی از امید به زندگی، آموزش (میانگین سال‌های تحصیل تکمیل شده و سال‌های مورد انتظار تحصیل پس از ورود به نظام آموزشی)، و شاخص‌های درآمد سرانه است که برای رتبه‌بندی کشورها در چهار رده از توسعه انسانی استفاده می‌شود. یک کشور زمانی به سطح بالاتری از HDI دست می‌یابد که طول عمر بالاتر، سطح آموزش بالاتر، و درآمد ناخالص ملی سرانه (GNI) (PPP) بالاتری داشته باشد. این شاخص توسط اقتصاددان پاکستانی محبوب الحق توسعه یافت و توسط دفتر گزارش توسعه انسانی برنامه عمران ملل متحد (UNDP) برای اندازه‌گیری توسعه یک کشور مورد استفاده قرار گرفت.
گزارش توسعه انسانی سال ۲۰۱۰ شاخص توسعه انسانی تنظیم شده با نابرابری (IHDI) را معرفی کرد. در حالی که HDI ساده همچنان مفید است، در این گزارش آمده است که "IHDI سطح واقعی توسعه انسانی است (با در نظر گرفتن این نابرابری)، در حالی که HDI را می‌توان به عنوان شاخص "پتانسیل" توسعه انسانی (یا حداکثر سطح HDI) در نظر گرفت که در صورت عدم نابرابری می‌توان به آن دست یافت."
این شاخص مبتنی بر رویکرد توسعه انسانی است که توسط محبوب الحق توسعه یافته، ریشه در کار آمارتیا سن در زمینه توانایی‌های انسانی دارد و اغلب در قالب توانایی افراد برای «بودن» و «انجام» کارهای مطلوب در زندگی بیان می‌شود. نمونه‌ها شامل — بودن: با تغذیه خوب، سرپناه، و سلامت؛ انجام: کار، تحصیل، رای دادن، مشارکت در زندگی اجتماعی. آزادی انتخاب محوری در نظر گرفته می‌شود — کسی که انتخاب می‌کند گرسنه باشد (مثلاً هنگام روزه گرفتن به دلایل مذهبی) با کسی که به دلیل عدم توانایی در خرید غذا، یا به دلیل گذر کشور از یک قحطی گرسنه است، متفاوت در نظر گرفته می‌شود.
این شاخص چندین عامل را در نظر نمی‌گیرد، مانند ثروت خالص سرانه یا کیفیت نسبی کالاها در یک کشور. این وضعیت باعث می‌شود رتبه برخی از توسعه‌یافته‌ترین کشورها، مانند اعضای گروه ۷ و دیگران، پایین‌تر بیاید.

## ریشه‌ها
ریشه‌های HDI در گزارش‌های سالانه توسعه انسانی است که توسط دفتر گزارش توسعه انسانی برنامه عمران ملل متحد (UNDP) تولید می‌شود. این گزارش‌های سالانه در سال ۱۹۹۰ توسط اقتصاددان پاکستانی محبوب الحق طراحی و راه‌اندازی شد و هدف صریح آن «تغییر تمرکز اقتصاد توسعه از حسابداری درآمد ملی به سیاست‌های مردم‌محور» بود. او معتقد بود که برای متقاعد کردن مردم، دانشگاهیان و سیاستمداران به اینکه می‌توانند و باید توسعه را نه تنها با پیشرفت‌های اقتصادی بلکه با بهبود بهزیستی انسان نیز ارزیابی کنند، به یک معیار ترکیبی ساده از توسعه انسانی نیاز است.

اصل اساسی پشت شاخص توسعه انسانی

## ابعاد و محاسبه

### روش جدید (HDI از سال ۲۰۱۰ به بعد)
| جهان کشورهای OECD | کشورهای در حال توسعه: کشورهای عربی آسیای شرقی و اقیانوسیه اروپا و آسیای مرکزی آمریکای لاتین و کارائیب آسیای جنوبی آفریقای جنوب صحرا |

روندهای HDI بین ۱۹۹۰ و ۲۰۲۱

گزارش توسعه انسانی ۲۰۱۰ که در ۴ نوامبر ۲۰۱۰ (و در ۱۰ ژوئن ۲۰۱۱ به‌روزرسانی شد) منتشر شد، HDI را با ترکیب سه بعد محاسبه کرد:
- زندگی طولانی و سالم: امید به زندگی در بدو تولد
- آموزش: میانگین سال‌های تحصیل و سال‌های مورد انتظار تحصیل
- استاندارد زندگی مناسب: GNI سرانه (PPP دلار بین‌المللی)

در گزارش توسعه انسانی ۲۰۱۰ خود، UNDP شروع به استفاده از روش جدیدی برای محاسبه HDI کرد. سه شاخص زیر استفاده می‌شوند:
۱.  شاخص امید به زندگی (LEI) {\displaystyle ={\frac {{\textrm {LE}}-20}{85-20}}={\frac {{\textrm {LE}}-20}{65}}}
LEI زمانی برابر با ۱ است که امید به زندگی در بدو تولد ۸۵ سال باشد، و زمانی برابر با ۰ است که امید به زندگی در بدو تولد ۲۰ سال باشد.
۲. شاخص آموزش (EI) {\displaystyle ={\frac {{\textrm {MYSI}}+{\textrm {EYSI}}}{2}}}
۲٫۱ شاخص میانگین سال‌های تحصیل (MYSI) {\displaystyle ={\frac {\textrm {MYS}}{15}}}
پانزده، حداکثر پیش‌بینی شده این شاخص برای سال ۲۰۲۵ است.
۲٫۲ شاخص سال‌های مورد انتظار تحصیل (EYSI) {\displaystyle ={\frac {\textrm {EYS}}{18}}}
هجده معادل دستیابی به مدرک کارشناسی ارشد در بیشتر کشورها است.
۳. شاخص درآمد (II) {\displaystyle ={\frac {\ln({\textrm {GNIpc}})-\ln(100)}{\ln(75,000)-\ln(100)}}={\frac {\ln({\textrm {GNIpc}})-\ln(100)}{\ln(750)}}}
II زمانی ۱ است که GNI سرانه ۷۵٬۰۰۰ دلار و زمانی ۰ است که GNI سرانه ۱۰۰ دلار باشد.
در نهایت، HDI میانگین هندسی سه شاخص نرمال شده قبلی است:
{\displaystyle {\textrm {HDI}}={\sqrt[{3}]{{\textrm {LEI}}\cdot {\textrm {EI}}\cdot {\textrm {II}}}}.}
LE: امید به زندگی در بدو تولد

MYS: میانگین سال‌های تحصیل (یعنی سال‌هایی که یک فرد ۲۵ ساله یا بالاتر در آموزش رسمی گذرانده است)

EYS: سال‌های مورد انتظار تحصیل (یعنی کل سال‌های مورد انتظار تحصیل برای کودکان زیر ۱۸ سال، شامل مردان و زنان جوان ۱۳–۱۷ ساله)

GNIpc: درآمد ناخالص ملی در برابری قدرت خرید سرانه

### روش قدیمی (HDI قبل از ۲۰۱۰)
HDI سه بعد را که آخرین بار در گزارش سال ۲۰۰۹ خود استفاده شد، ترکیب کرد:
- امید به زندگی در بدو تولد، به عنوان شاخصی از سلامت و طول عمر جمعیت برای HDI
- دانش و آموزش، که با نرخ سواد بزرگسالان (با وزن دو سوم) و نسبت ترکیبی ثبت‌نام ناخالص در مقاطع ابتدایی، متوسطه و عالی (با وزن یک سوم) اندازه‌گیری می‌شود.
- استاندارد زندگی، که با لگاریتم طبیعی تولید ناخالص داخلی سرانه در برابری قدرت خرید نشان داده می‌شود.

| OECD اروپا (خارج از OECD) و CIS آمریکای لاتین و کارائیب آسیای شرقی | اتحادیه عرب آسیای جنوبی آفریقای جنوب صحرا |

روندهای HDI بین ۱۹۷۵ و ۲۰۰۴

این روش تا گزارش ۲۰۱۱ توسط UNDP استفاده می‌شد.
فرمول تعریف HDI توسط برنامه عمران ملل متحد (UNDP) منتشر شده است. به‌طور کلی، برای تبدیل یک متغیر خام، مثلاً {\textstyle x}، به یک شاخص بدون واحد بین ۰ و ۱ (که امکان جمع کردن شاخص‌های مختلف را فراهم می‌کند)، از فرمول زیر استفاده می‌شود:
- {\displaystyle x{\text{ index}}={\frac {x-a}{b-a}}}

که در آن {\textstyle a} و {\textstyle b} به ترتیب کمترین و بیشترین مقادیری هستند که متغیر {\textstyle x} می‌تواند به دست آورد.
شاخص توسعه انسانی (HDI) سپس نشان‌دهنده مجموع وزن‌دار یکنواخت با 1⁄3 سهم از هر یک از شاخص‌های زیر است:
- شاخص امید به زندگی {\displaystyle ={\frac {{\text{LE}}-25}{85-25}}={\frac {{\text{LE}}-25}{60}}}
- شاخص آموزش {\displaystyle ={\frac {2}{3}}\times {\text{ALI}}+{\frac {1}{3}}\times {\text{GEI}}}
  - شاخص سواد بزرگسالان (ALI) {\displaystyle ={\frac {{\text{ALR}}-0}{100-0}}={\frac {\text{ALR}}{100}}}
  - شاخص ثبت‌نام ناخالص (GEI) {\displaystyle ={\frac {{\text{CGER}}-0}{100-0}}={\frac {\text{CGER}}{100}}}
- تولید ناخالص داخلی {\displaystyle ={\frac {\log({\text{GDPpc}})-\log(100)}{\log(40000)-\log(100)}}={\frac {\log({\text{GDPpc}})-\log(100)}{\log(400)}}}

## شاخص توسعه انسانی ۲۰۲۳ (گزارش ۲۰۲۵)

رشد میانگین سالانه HDI از سال ۲۰۱۰ تا ۲۰۲۳ (منتشر شده در ۲۰۲۵)

گزارش توسعه انسانی ۲۰۲۵ توسط برنامه عمران ملل متحد در ۶ مه ۲۰۲۵ منتشر شد؛ این گزارش مقادیر HDI را بر اساس داده‌های جمع‌آوری شده در سال ۲۰۲۳ محاسبه می‌کند.
کشورهای زیر، که در سال ۲۰۲۳ از رتبه ۱ تا ۷۴ قرار گرفته‌اند، از نظر «توسعه انسانی بسیار بالا» در نظر گرفته می‌شوند:
| رتبه                      | رتبه              | کشور یا قلمرو       | HDI                       | HDI                            |
| داده‌های ۲۰۲۳ (گزارش ۲۰۲۵) | تغییر از سال ۲۰۱۵ | کشور یا قلمرو       | داده‌های ۲۰۲۳ (گزارش ۲۰۲۵) | میانگین رشد سالانه (۲۰۱۰–۲۰۲۳) |
| ------------------------- | ----------------- | ------------------- | ------------------------- | ------------------------------ |
| ۱                         | (2)               | ایسلند              | ۰٫۹۷۲                     | 0.28%                          |
| ۲                         | (1)               | نروژ                | ۰٫۹۷۰                     | 0.25%                          |
| ۲                         | بی‌تغییر           | سوئیس               | ۰٫۹۷۰                     | 0.24%                          |
| ۴                         | (2)               | دانمارک             | ۰٫۹۶۲                     | 0.35%                          |
| ۵                         | (1)               | آلمان               | ۰٫۹۵۹                     | 0.19%                          |
| ۵                         | بی‌تغییر           | سوئد                | ۰٫۹۵۹                     | 0.38%                          |
| ۷                         | (1)               | استرالیا            | ۰٫۹۵۸                     | 0.20%                          |
| ۸                         | (2)               | هلند                | ۰٫۹۵۵                     | 0.26%                          |
| ۸                         | (1)               | هنگ کنگ             | ۰٫۹۵۵                     | 0.38%                          |
| ۱۰                        | (3)               | بلژیک               | ۰٫۹۵۱                     | 0.26%                          |
| ۱۱                        | (4)               | جمهوری ایرلند       | ۰٫۹۴۹                     | 0.38%                          |
| ۱۲                        | (4)               | فنلاند              | ۰٫۹۴۸                     | 0.27%                          |
| ۱۳                        | (2)               | سنگاپور             | ۰٫۹۴۶                     | 0.25%                          |
| ۱۳                        | (2)               | بریتانیا            | ۰٫۹۴۶                     | 0.24%                          |
| ۱۵                        | (27)              | امارات متحده عربی   | ۰٫۹۴۰                     | 1.04%                          |
| ۱۶                        | (2)               | کانادا              | ۰٫۹۳۹                     | 0.22%                          |
| ۱۷                        | (1)               | لیختن‌اشتاین         | ۰٫۹۳۸                     | 0.23%                          |
| ۱۷                        | (5)               | نیوزیلند            | ۰٫۹۳۸                     | 0.13%                          |
| ۱۷                        | بی‌تغییر           | ایالات متحده آمریکا | ۰٫۹۳۸                     | 0.10%                          |
| ۲۰                        | (1)               | کره جنوبی           | ۰٫۹۳۷                     | 0.36%                          |
| ۲۱                        | (2)               | اسلوونی             | ۰٫۹۳۱                     | 0.33%                          |
| ۲۲                        | (3)               | اتریش               | ۰٫۹۳۰                     | 0.21%                          |
| ۲۳                        | (3)               | ژاپن                | ۰٫۹۲۵                     | 0.16%                          |
| ۲۴                        | (5)               | مالت                | ۰٫۹۲۴                     | 0.50%                          |
| ۲۵                        | (3)               | لوکزامبورگ          | ۰٫۹۲۲                     | 0.14%                          |
| ۲۶                        | (1)               | فرانسه              | ۰٫۹۲۰                     | 0.28%                          |
| ۲۷                        | (3)               | اسرائیل             | ۰٫۹۱۹                     | 0.26%                          |
| ۲۸                        | بی‌تغییر           | اسپانیا             | ۰٫۹۱۸                     | 0.40%                          |
| ۲۹                        | (3)               | جمهوری چک           | ۰٫۹۱۵                     | 0.22%                          |
| ۲۹                        | (1)               | ایتالیا             | ۰٫۹۱۵                     | 0.24%                          |
| ۲۹                        | (2)               | سان مارینو          | ۰٫۹۱۵                     | 0.32%                          |
| ۳۲                        | (1)               | آندورا              | ۰٫۹۱۳                     | 0.20%                          |
| ۳۲                        | (3)               | قبرس                | ۰٫۹۱۳                     | 0.45%                          |
| ۳۴                        | (3)               | یونان               | ۰٫۹۰۸                     | 0.18%                          |
| ۳۵                        | (1)               | لهستان              | ۰٫۹۰۶                     | 0.35%                          |
| ۳۶                        | (5)               | استونی              | ۰٫۹۰۵                     | 0.33%                          |
| ۳۷                        | (9)               | عربستان سعودی       | ۰٫۹۰۰                     | 0.70%                          |
| ۳۸                        | (1)               | بحرین               | ۰٫۸۹۹                     | 0.80%                          |
| ۳۹                        | (4)               | لیتوانی             | ۰٫۸۹۵                     | 0.32%                          |
| ۴۰                        | (2)               | پرتغال              | ۰٫۸۹۰                     | 0.42%                          |
| ۴۱                        | (1)               | کرواسی              | ۰٫۸۸۹                     | 0.53%                          |
| ۴۱                        | (4)               | لتونی               | ۰٫۸۸۹                     | 0.51%                          |
| ۴۳                        | (4)               | قطر                 | ۰٫۸۸۶                     | 0.45%                          |
| ۴۴                        | (6)               | اسلواکی             | ۰٫۸۸۰                     | 0.14%                          |
| ۴۵                        | (1)               | شیلی                | ۰٫۸۷۸                     | 0.47%                          |
| ۴۶                        | (1)               | مجارستان            | ۰٫۸۷۰                     | 0.22%                          |
| ۴۷                        | (7)               | آرژانتین            | ۰٫۸۶۵                     | 0.15%                          |
| ۴۸                        | بی‌تغییر           | مونته‌نگرو           | ۰٫۸۶۲                     | 0.38%                          |
| ۴۸                        | (13)              | اروگوئه             | ۰٫۸۶۲                     | 0.47%                          |
| ۵۰                        | (1)               | عمان                | ۰٫۸۵۸                     | 0.22%                          |
| ۵۱                        | (7)               | ترکیه               | ۰٫۸۵۳                     | 1.10%                          |
| ۵۲                        | (1)               | کویت                | ۰٫۸۵۲                     | 0.36%                          |
| ۵۳                        | (5)               | آنتیگوآ و باربودا   | ۰٫۸۵۱                     | 0.18%                          |
| ۵۴                        | (5)               | سیشل                | ۰٫۸۴۸                     | 0.30%                          |
| ۵۵                        | (1)               | بلغارستان           | ۰٫۸۴۵                     | 0.09%                          |
| ۵۵                        | (2)               | رومانی              | ۰٫۸۴۵                     | 0.14%                          |
| ۵۷                        | (6)               | گرجستان             | ۰٫۸۴۴                     | 0.54%                          |
| ۵۸                        | (4)               | سنت کیتس و نویس     | ۰٫۸۴۰                     | 0.49%                          |
| ۵۹                        | (6)               | پاناما              | ۰٫۸۳۹                     | 0.47%                          |
| ۶۰                        | (12)              | برونئی              | ۰٫۸۳۷                     | 0.13%                          |
| ۶۰                        | (1)               | قزاقستان            | ۰٫۸۳۷                     | 0.38%                          |
| ۶۲                        | (3)               | کاستاریکا           | ۰٫۸۳۳                     | 0.39%                          |
| ۶۲                        | (5)               | صربستان             | ۰٫۸۳۳                     | 0.39%                          |
| ۶۴                        | (12)              | روسیه               | ۰٫۸۳۲                     | 0.25%                          |
| ۶۵                        | (10)              | بلاروس              | ۰٫۸۲۴                     | 0.12%                          |
| ۶۶                        | (3)               | باهاما              | ۰٫۸۲۰                     | 0.21%                          |
| ۶۷                        | (2)               | مالزی               | ۰٫۸۱۹                     | 0.41%                          |
| ۶۸                        | (4)               | مقدونیه شمالی       | ۰٫۸۱۵                     | 0.21%                          |
| ۶۹                        | (9)               | باربادوس            | ۰٫۸۱۱                     | 0.18%                          |
| ۶۹                        | بی‌تغییر           | ارمنستان            | ۰٫۸۱۱                     | 0.52%                          |
| ۷۱                        | بی‌تغییر           | آلبانی              | ۰٫۸۱۰                     | 0.25%                          |
| ۷۲                        | (10)              | ترینیداد و توباگو   | ۰٫۸۰۷                     | 0.30%                          |
| ۷۳                        | بی‌تغییر           | موریس               | ۰٫۸۰۶                     | 0.44%                          |
| ۷۴                        | (7)               | بوسنی و هرزگوین     | ۰٫۸۰۴                     | 0.68%                          |

## کشورهای برتر گذشته
لیست زیر کشورهایی را که در هر سال در رتبه اول شاخص توسعه انسانی قرار گرفته‌اند، نمایش می‌دهد. نروژ شانزده بار، کانادا هشت بار و سوئیس، ژاپن و ایسلند هر کدام دو بار در رتبه بالاترین قرار گرفته‌اند.

### در هر HDI اصلی
سال نشان‌دهنده دوره زمانی است که آمار برای شاخص از آن استخراج شده است. در پرانتز، سالی که گزارش منتشر شده است، آمده است.
- ۲۰۲۳ (۲۰۲۵):  ایسلند
- ۲۰۲۲ (۲۰۲۴):  سوئیس
- ۲۰۲۱ (۲۰۲۲):  سوئیس
- ۲۰۱۹ (۲۰۲۰):  نروژ
- ۲۰۱۸ (۲۰۱۹):  نروژ
- ۲۰۱۷ (۲۰۱۸):  نروژ
- ۲۰۱۵ (۲۰۱۶):  نروژ
- ۲۰۱۴ (۲۰۱۵):  نروژ
- ۲۰۱۳ (۲۰۱۴):  نروژ
- ۲۰۱۲ (۲۰۱۳):  نروژ
- ۲۰۱۱ (۲۰۱۱):  نروژ
- ۲۰۱۰ (۲۰۱۰):  نروژ
- ۲۰۰۷ (۲۰۰۹):  نروژ
- ۲۰۰۶ (۲۰۰۸):  ایسلند
- ۲۰۰۵ (۲۰۰۷):  ایسلند
- ۲۰۰۴ (۲۰۰۶):  نروژ
- ۲۰۰۳ (۲۰۰۵):  نروژ
- ۲۰۰۲ (۲۰۰۴):  نروژ
- ۲۰۰۱ (۲۰۰۳):  نروژ
- ۲۰۰۰ (۲۰۰۲):  نروژ
- ۱۹۹۹ (۲۰۰۱):  نروژ
- ۱۹۹۸ (۲۰۰۰):  کانادا
- ۱۹۹۷ (۱۹۹۹):  کانادا
- ۱۹۹۵ (۱۹۹۸):  کانادا
- ۱۹۹۴ (۱۹۹۷):  کانادا
- ۱۹۹۳ (۱۹۹۶):  کانادا
- ۱۹۹۲ (۱۹۹۵):  کانادا
- ۱۹۹۴ (۱۹۹۴):  کانادا
- ۱۹۹۳ (۱۹۹۳):  ژاپن
- ۱۹۹۰ (۱۹۹۲):  کانادا
- ۱۹۹۰ (۱۹۹۱):  ژاپن

## پوشش جغرافیایی
HDI پوشش جغرافیایی خود را گسترش داده است: دیوید هستینگز، از کمیسیون اقتصادی و اجتماعی سازمان ملل متحد برای آسیا و اقیانوسیه، گزارشی را منتشر کرد که HDI را به ۲۳۰+ اقتصاد گسترش می‌داد، در حالی که HDI برنامه عمران ملل متحد (UNDP) برای سال ۲۰۰۹ شامل ۱۸۲ اقتصاد و پوشش برای HDI سال ۲۰۱۰ به ۱۶۹ کشور کاهش یافت.

## فهرست‌های HDI خاص کشور/منطقه
- مناطق افغانستان
- استان‌های آنگولا
- کشورهای آفریقایی
- شهرستان‌های آلبانی
- مناطق الجزایر
- استان‌های آرژانتین
- استان‌های ارمنستان
- ایالت‌ها و قلمروهای استرالیا
- ایالت‌های اتریش
- مناطق آذربایجان
- مناطق بالتیک
- شهرستان‌ها و بخش‌های بنگلادش
- استان‌های بلژیک
- دپارتمان‌های بولیوی
- مناطق بوسنی و هرزگوین
- ایالت‌های برزیل
- استان‌ها و قلمروهای کانادا
- مناطق شیلی
- تقسیمات اداری چین
- دپارتمان‌های کلمبیا
- شهرستان‌های کرواسی
- مناطق دانمارک
- استان‌های هلند
- استان‌های مصر
- مناطق اتیوپی
- کشورهای اروپایی
- مناطق فنلاند
- مناطق فرانسه
- ایالت‌های آلمان
- مناطق گرجستان
- مناطق یونان
- ایالت‌های هند
- شهرستان‌های تامیل نادو (هند)
- استان‌های اندونزی
- استان‌های ایران
- استان‌های عراق
- مناطق ایتالیا
- مناطق قزاقستان
- استان‌های ژاپن
- استان‌های اردن
- کشورهای آمریکای لاتین
- ایالت‌های مالزی
- ایالت‌های مکزیک
- تقسیمات اداری میانمار
- استان‌های نپال
- مناطق نیوزلند
- ایالت‌های نیجریه
- مناطق نروژ
- واحدهای اداری پاکستان
- استان‌های فیلیپین
- مناطق فلسطین
- استان‌های لهستان
- مناطق رومانی
- واحدهای فدرال روسیه
- مناطق صربستان
- استان‌های آفریقای جنوبی
- مناطق کره جنوبی
- جوامع خودمختار اسپانیا
- مناطق سوئد
- استان‌های سوریه
- مناطق سوئیس
- مناطق تایلند
- مناطق ترکیه
- مناطق بریتانیا
- مناطق اوکراین
- ایالت‌های ایالات متحده (گزارش توسعه انسانی آمریکا (AHDR))
- ایالت‌های ونزوئلا
- مناطق ویتنام

## انتقادات

HDI در رابطه با انتشار CO2 سرانه مبتنی بر مصرف

شاخص توسعه انسانی از چندین جنبه مورد انتقاد قرار گرفته است، از جمله تمرکز انحصاری بر عملکرد و رتبه‌بندی ملی، عدم توجه به توسعه از منظر جهانی، خطای اندازه‌گیری آمار زیربنایی، و تغییرات UNDP در فرمول که می‌تواند منجر به طبقه‌بندی اشتباه شدید کشورهای با توسعه انسانی «پایین»، «متوسط»، «بالا» یا «بسیار بالا» شود.
انتقادات مختلفی نیز در مورد عدم توجه به پایداری (که بعدها توسط HDI تنظیم شده با فشارهای سیاره‌ای به آن پرداخته شد)، نابرابری اجتماعی (که توسط HDI تنظیم شده با نابرابری به آن پرداخته شد)، بیکاری یا دموکراسی نیز وجود داشته است.